# Barbara Benkstein
Barbara Benkstein (geb. Lenk; * 4. Oktober 1982 in Dresden) ist eine deutsche Politikerin (AfD) und Bibliothekarin. Sie war von 2021 bis 2025 Mitglied des 20. Deutschen Bundestages und dort für die AfD-Fraktion Obfrau des Ausschusses für Digitales.

## Werdegang
Benkstein wurde 1982 in Dresden geboren und lebt in Klipphausen.
Sie studierte von 2002 bis 2009 Bibliotheks- und Informationswissenschaften an der HTWK Leipzig und der FH Potsdam. Nach ihrem Studium war sie zunächst bis 2015 Bibliothekarin in der Bibliothek der Hochschule für Musik Nürnberg und leitete danach die Bibliothek der Hochschule für Bildende Künste Dresden. Wegen Benksteins Kandidatur als Parteilose für die AfD-Liste zur Kreistagswahl 2019 im Landkreis Meißen wurde die Hochschulbibliothek von Studenten besetzt. Nach der Aufarbeitung der Geschehnisse und in Zusammenarbeit mit Rektor und Kanzler der HfBK wurde ein Aufhebungsvertrag geschlossen und Benkstein widmete sich der Politik. Sie wechselte als freie Mitarbeiterin zu einem Abgeordneten der sächsischen AfD-Landtagsfraktion.
Zur Bundestagswahl 2021 kandidierte Benkstein für das Direktmandat des Wahlkreises Meißen. Sie gewann das Direktmandat mit 31,0 %. Zur Bundestagswahl 2025 trat sie nicht erneut an.

## Politische Positionen
Benkstein befürwortete und propagierte im Februar 2021 auf dem Nominierungsparteitag der AfD Sachsen für die Bundestagswahl 2021 das antisemitische Motto „Schluss mit dem Schuldkult“. Im Nachhinein bezeichnete sie jenes Motto als „eine falsche Formulierung“.